# Roda de Leibniz

En la posició mostrada, la roda contadora s'engrana amb tres de les nou dents de la roda de Leibniz.

Una roda de Leibniz o cilindre de Leibniz és un tambor amb forma de cilindre, amb un conjunt de dents de longitud incremental a la qual se li acobla una roda contadora. Es va utilitzar com el motor de càlcul d'una classe de calculadores mecàniques. Inventat per Leibniz en 1673, va ser utilitzat durant tres segles pels membres de la computació, fins a l'arribada de la calculadora electrònica a mitjans de la dècada de 1970.
Es va fer famosa gràcies a Thomas de Colmar quan la va utilitzar en el seu Aritmòmetre, la primera màquina de calcular que es va comercialitzar de forma massiva.
També s'utilitzà en la calculadora Adobi, una calculadora portàtil molt popular introduïda en la segona part del segle xx.

## Funcionament
En acoblar una roda de Leibniz amb una roda contadora lliure per moure's cap amunt i cap avall de la seva longitud, la roda contadora pot engranar amb qualsevol nombre de dents, des de zero fins al màxim de dents del cilindre.
L'animació mostra una roda de Leibniz amb nou dents acoblades, al costat d'una roda de contadora (vermella), que se situa per engranar amb tres dents en cada rotació i, per tant, podria afegir o restar 3 al comptador en cada rotació.
El motor de càlcul d'un Aritmòmetre té un conjunt de rodes Leibniz connectades a un mànec de manovella. Cada gir de la manovella fa girar totes les rodes Leibniz una volta completa.
Eventualment, aquestes rodes van ser reemplaçades per molinetes que són similars en la seva funció però amb un disseny més compacte.

## Màquines construïdes amb la roda de Leibniz

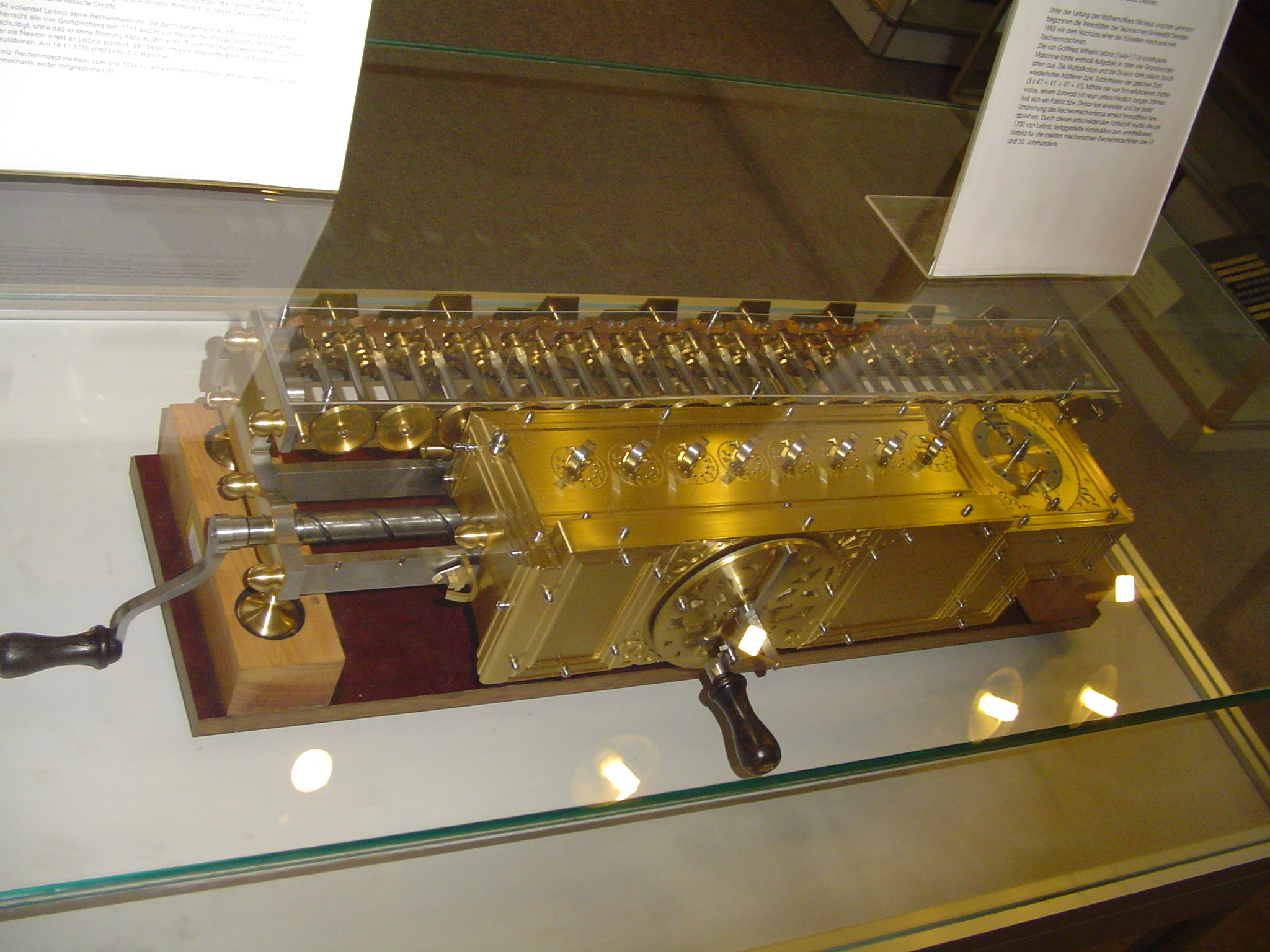
Replica de la màquina de Leibniz en el Deutsches Museum.

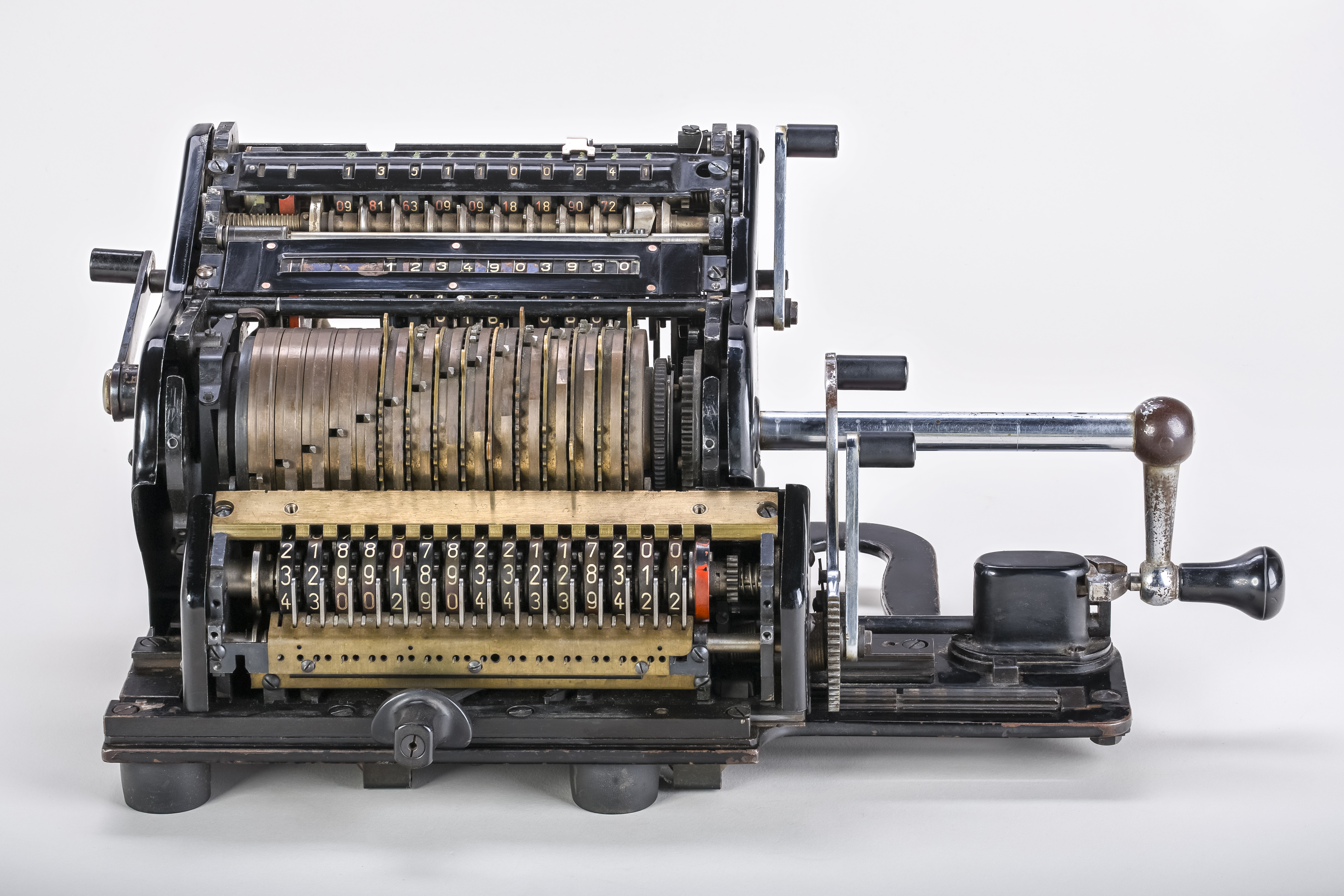
Calculadora Brunsviga produïda entre 1934 i 1947, destapada. La roda de Leibniz és el cilindre central.

- Gottfried Leibniz va construir el seu primer equip en 1694 i un altre en 1706.
- Philipp-Matthaüs Hahn va construir dues màquines circulars en 1770.
- JC Schuster, el germà de Hahn, va construir unes quantes màquines a partir del disseny de Hahn al segle xix.
- Lord Stanhope va dissenyar una màquina amb rodes de Leibniz en 1777. També va dissenyar una calculadora de molinet en 1775.
- Johann-Helfrich Müller va construir una màquina molt similar a la màquina de Hahn en 1783.
- Thomas de Colmar va inventar el seu Aritmòmetre en 1820, però li va portar 30 anys de desenvolupament abans que es comercialitzés en 1851. Es va fabricar fins a 1915. Louis Payen, la seva vídua i Alphonse Darras eren els successius propietaris i distribuïdors de l'Aritmòmetre.
- Una vintena de clons de l'Aritmòmetre van ser fabricats a Europa a partir Burkhardt en 1878, i després van venir Layton, Sajonia, Gräber, Peerless, Mercedes-Euklid, Arquimedes, TIM, Bunzel, Austria, Tate, Madas, etc. Aquests clons, sovint més sofisticats que l'Aritmòmetre original, es van construir fins als inicis de la Segona Guerra Mundial.
- Joseph Edmondson va inventar i va fabricar una calculadora circular en 1885.
- Calculadores de Friden Monroe.
- Curt Herzstark va presentar la seva calculadora Adobi portàtil en 1948. Va ser molt popular fins a la introducció de les calculadores electròniques en la dècada de 1970.